# Île Saint-Germain
Île Saint-Germain – wyspa na Sekwanie, która mieści się granicach administracyjnych miasta Issy-les-Moulineaux, w przylegającym od zachodu do Paryża departamencie Hauts-de-Seine. 
Wyspa ma powierzchnię 18 ha. Znajduje się między miastem Issy-les-Moulineaux na lewym brzegu Sekwany, a Boulogne-Billancourt na prawym brzegu, powyżej innej wyspy na Sekwanie: Île Seguin.

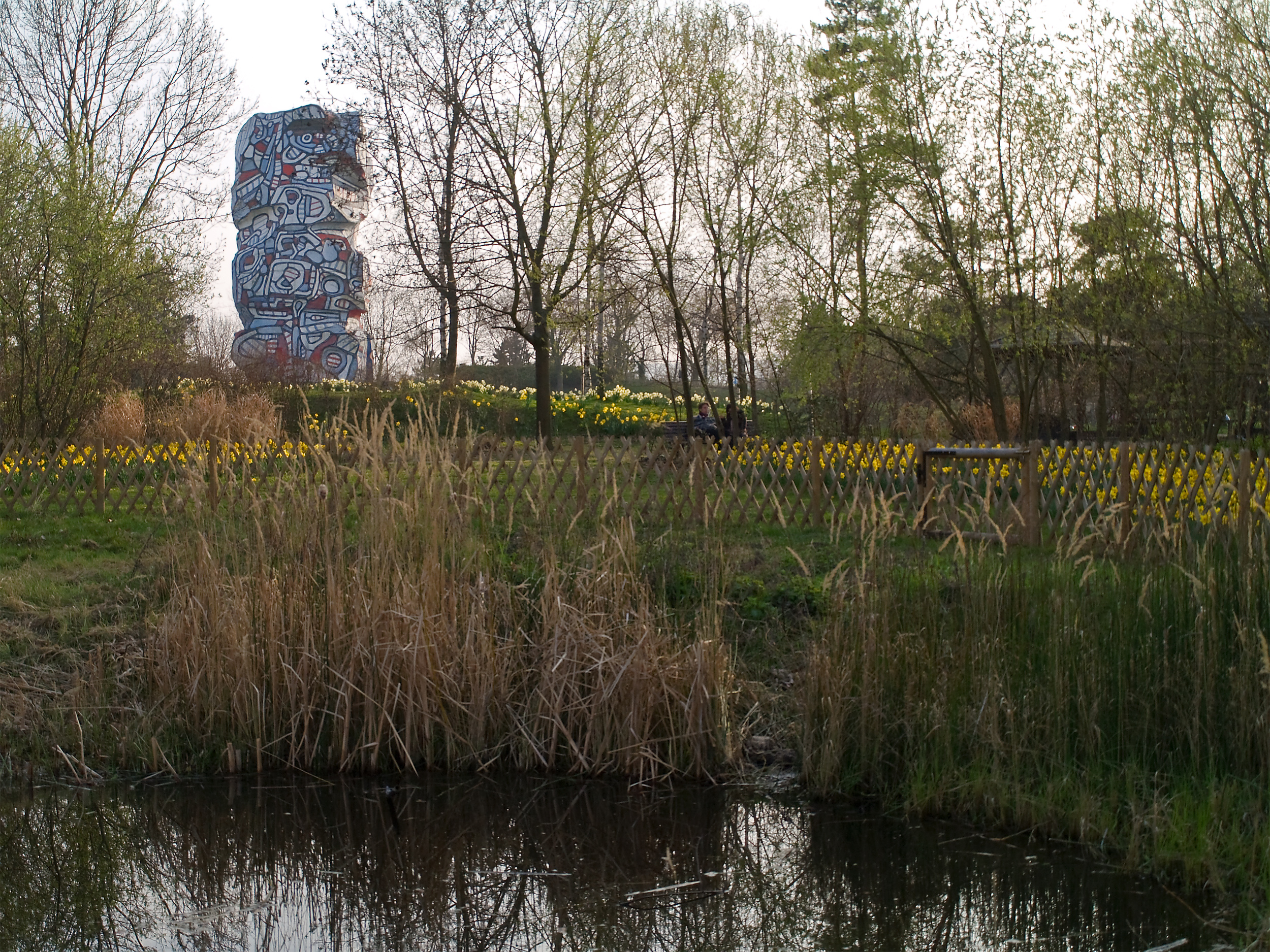
Parc de l'Île Saint-Germain

Na wyspie znajduje się publiczny park departamentalny Parc de l'Île Saint-Germain. W parku umiejscowiono monumentalną Tour aux figures, której twórcą jest francuski rzeźbiarz Jean Dubuffet.